# Skäl

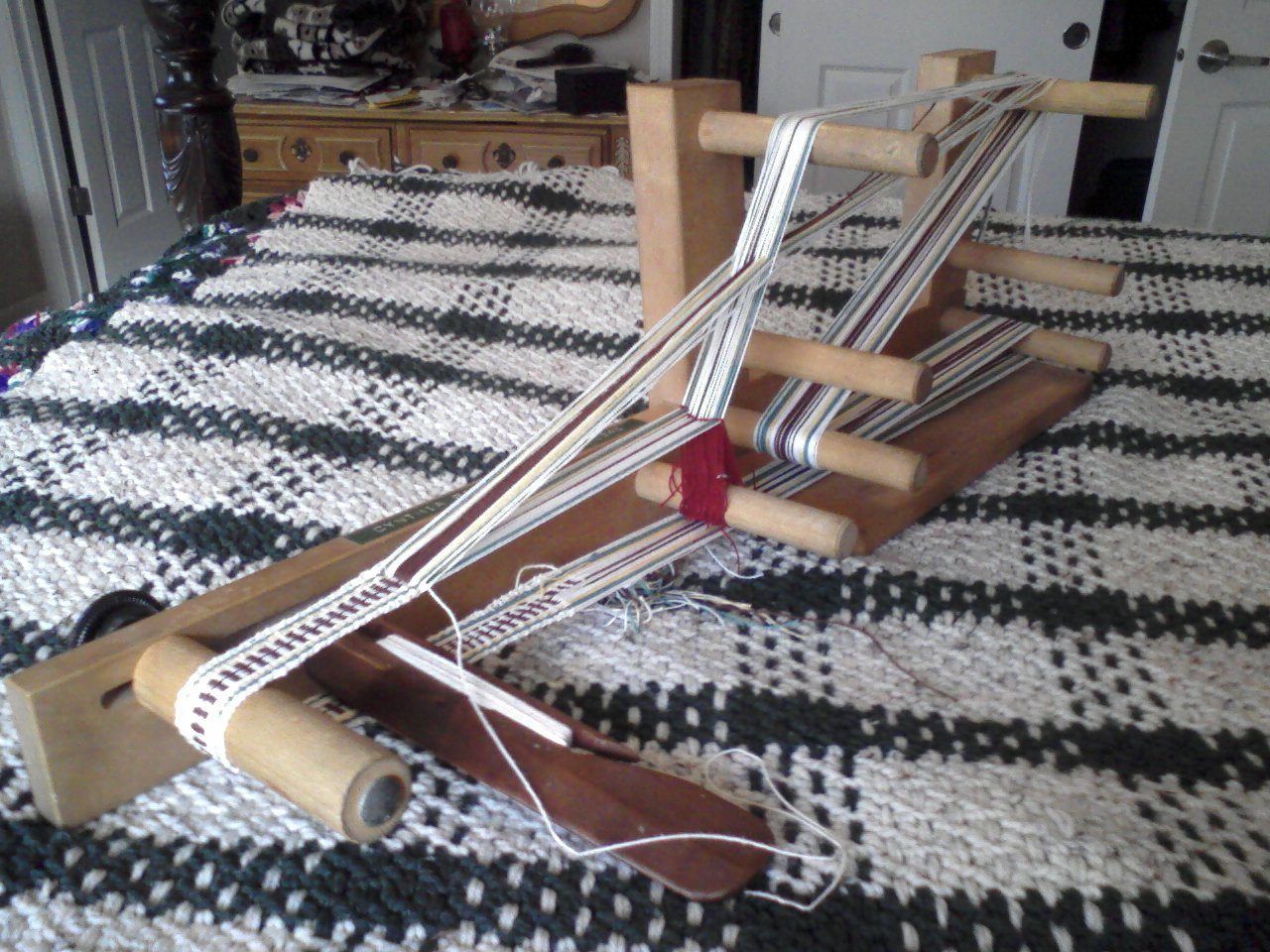
En bandvävstol som används på ett bord. Här syns skälet tydligt, med varpen ovanför och under.

Skäl är den triangelformade öppning i varpen som är resultat av att tramporna trampas mot golvet i en vävstol.
Ett dåligt skäl innebär att öppningen är ojämn, eller för liten för att skyttel eller upplindat inslag ska löpa utan problem genom öppningen. Om en tråd som ska vara höjd inte går upp tillräckligt högt utan förblir sänkt uppstår fel i tyget.

Att kunna rätta till och förbättra ett dåligt skäl kan innebära många olika moment, alltifrån kontroll av var skälstickorna är placerade, till vilket hål för snöret som använts för varje trampa. Eftersom det finns vävtekniker som innebär att man använder väldigt många snören ner till tramporna kan detta ta åtskilligt med tid. Till exempel en skuggväv på åtta skaft och åtta trampor innebär att man använder 64 snören ner mot tramporna, via lattor.

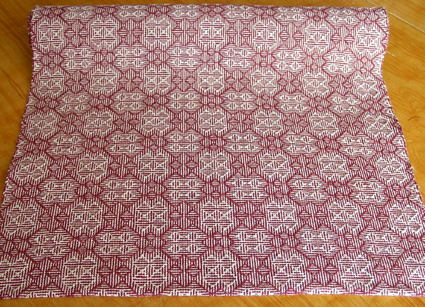
Skuggväv

Skälet är sen gammalt omhuldat med åtskilligt av skrock och sägner, men minnet av dessa förbleknar allt mer. En stor del av det finns samlat i en bok av Carl-Herman Tillhagen.